# Allopachria abnormipenis
Allopachria abnormipenis är en skalbaggsart som beskrevs av Wewalka 2000. Allopachria abnormipenis ingår i släktet Allopachria och familjen dykare. Inga underarter finns listade i Catalogue of Life.